# Ménélaion
Le Ménélaion (grec ancien : Μενελάειον) est un site archéologique situé à une dizaine de kilomètres à l'est de la ville moderne de Sparte. La structure géographique de ce site comprend un complexe de collines (colline nord, Ménélaion, Profitis Ilias et Aetos). Le nom archaïque du lieu est mentionné comme Thérapné (grec ancien : Θεράπνη).

## Contexte général
Les dépôts fluviaux de la vallée de l'Eurotas, le climat doux et les basses collines qui protègent la région forment le contexte géographique et géologique général du site archéologique qui a révélé quelques découvertes de l'Helladique moyen sur la colline nord et un important peuplement de la période mycénienne sur la colline du Ménélaion.

## Fouilles

### Ludwig Ross
Dès le VIIIe siècle avant notre ère, les héros éponymes, Ménélas et Hélène de Troie, auraient été vénérés sur la colline du Ménélaion, avec un autel et une enceinte possibles. Ensuite, à la fin des VIIe et VIe siècle av. J.-C., un temple construit en calcaire a été érigé en ce lieu. Le sanctuaire (hérôon) du Ménélaion a été reconnu comme tel en 1833 par l'archéologue allemand Ludwig Ross, qui a fouillé la zone au début du XIXe siècle, révélant des figurines votives en plomb de type laconique.

### John Percival Droop, MS Thompson et Alan Wace
En 1909, la British School at Athens a mené avec John Percival Droop, M. S. Thompson et Alan Wace la première fouille systématique du site archéologique. Les fouilles ont révélé une structure mycénienne tardive construite avec de la brique crue recouverte de plâtre peint sur le sommet oriental de la crête de la colline du Ménélaion. D'autres fouilles ont suivi en 1910, dirigées par Richard MacGillivray Dawkins, alors directeur de la British School.

### Hector Catling
Après 60 ans, l'école britannique est revenue sur le site et des fouilles ont été menées par Hector Catling (en). Hector Catling a tenté d'établir une séquence chronologique entre les vestiges de la période mycénienne et le culte héroïque tardif de Ménélas, sur la base des changements structurels du bâtiment révélés par Dawkins qui se divisaient en trois phases distinctes :
- Manoir 1 : bâtiment d'origine orienté plein sud, rassemblant trois unités parallèles. L'unité centrale est considérée comme un mégaron. Il a été construit vers 1450 avant notre ère et bientôt détruit par un possible tremblement de terre ;

- Manoir 2 : construit à environ 10 m du Manoir 1, avec une nouvelle orientation et signalé abandonné à la fin de la période helladique (Helladique récent IIIA1) ;

- Manoir 3 : habité à la fin de l'Helladique (Helladique récent IIIA1).

Les fouilles ont également révélé des vestiges de l'âge du bronze dans les collines autour du Ménélaion. Sur la colline nord, située au nord de la crête du Ménélaion, un peuplement préhistorique a été trouvé dans des strates désordonnées, associé à de la poterie de l'Helladique récent IIIB. Sur la colline de l'Aigle, au sud de la crête du Ménélaion, des poteries de l'Helladique récent IIB2 ont été mises au jour dans une strate superficielle. Ce qui précède, en combinaison avec la conception du bâtiment, a conduit Hector Catling à penser que ces palais étaient des centres administratifs et les ancêtres des grands palais mégaroïdes de Pylos, Mycènes et Tirynthe.
Les fouilles de Catling ont révélé un aryballe en bronze avec une inscription incisée en boustrophédon : « ΔΕΙΝΙΣ ΑΝΕΘΕΚΕ [ΕΛΕΝΗΙ, ΣΥΖΥΓΟΝ] ΜΕΝΕΛΑI » (Deinis l'a offert à Hélène, épouse de Ménélas). Cette inscription confirme le point de vue de Ross selon lequel le bâtiment était un hérôon dédié à Ménélas et Hélène. Une deuxième dédicace à Hélène a été retrouvée dans la même tranchée sur une griffe en bronze daté de 570 avant notre ère, instrument emmanché d'usage inconnu, avec l'inscription « TAI ϜΕΛΕΝAI » (à Hélène). L'année suivante, Catling a découvert la première dédicace à Ménélas, au fond d'une citerne, sur une stèle de calcaire bleu datée du début du Ve siècle avant notre ère, sur laquelle se trouvait une statuette en bronze portant l'inscription « ΕΥΘΥΚΡΕΝΕΣ ΕΘΕΚΕ ΤΟI ΜΕΝΕΛΑI » (Euthycrène l'a dédiée à Ménélas).

### Richard Catling
L'archéologue britannique Richard Catling (en) (fils d'Hector Catling) a poursuivi les fouilles à Thérapné dans les années 1980, sur une terrasse du versant sud de la colline du Ménélaion. La zone était constituée de strates perturbées remplies d'ex-voto sous-géométriques et archaïques anciens. Au même endroit ont été découverts les murs et le sol d'une structure datée de la fin du XIIIe et du XIIe siècle avant notre ère. Étant donné que certaines offrandes votives ont été associées aux vestiges de la construction mycénienne, Richard Catling a exprimé l'opinion qu'il s'agissait d'ex-voto au héros ou à l'héroïne de l'âge du bronze.

## Stratigraphie
En tant que monument, le Ménélaion présente différentes phases stratigraphiques et architecturales :
- La première phase, probablement fin VIIIe ou début VIIe siècle av. J.-C., n'est pas liée à un édifice architectural précis, mais à des blocs calcaires épars. La datation relative des blocs dépend de leur corrélation avec les strates dans lesquelles des offrandes votives pertinentes ont été découvertes[11] ;

- Au cours de la deuxième phase, probablement au VIe siècle av. J.-C., il semble qu'une petite structure monumentale ait été construite en calcaire. Des matériaux de construction ont été retrouvés hors contexte archéologique, soit dans des décharges, soit conservés en structure tardive. Cet ancien Ménélaion a survécu jusqu'au Ve siècle av. J.-C., date à laquelle il a été démoli pour être remplacé par une structure, dont les ruines sont visibles à ce jour.

- La troisième phase, classique, est liée au Ve siècle av. J.-C. et la stratigraphie indique que le nouveau sanctuaire a été construit sur l'ancien édifice, bien que certains chercheurs pensent que l'ancien Ménélaion a en fait été reconnu comme un entrepôt lors des fouilles de 1909[12].